# Brasserie Hürlimann
Pour les articles homonymes, voir Hürlimann (homonymie).

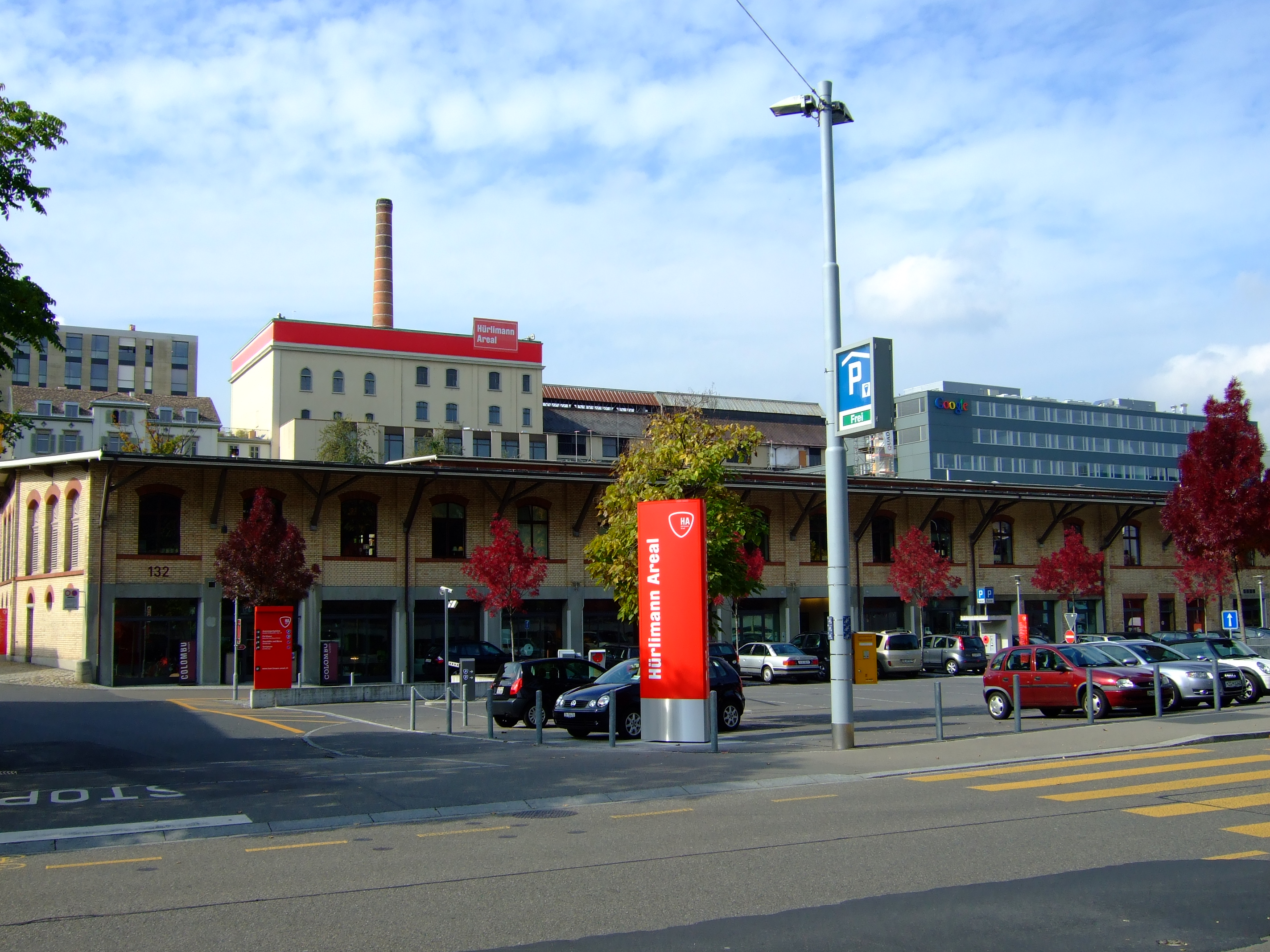
Hürlimann Areal en 2008

La brasserie Hürlimann est une brasserie fondée dans le canton de Zurich en 1836 produisant la bière du même nom. Elle appartient désormais au groupe Carlsberg.

## Historique
La brasserie est fondée en 1836 à Feldbach, Hombrechtikon par trois personnes dont Hans Heinrich Hürlimann. L'entreprise est rachetée par Feldschlösschen en 1996 et donc appartient désormais depuis 2000 au Groupe Carlsberg.

## Direction
| Nom                              | Années    |
| -------------------------------- | --------- |
| Hans Heinrich Hürlimann-Bleuler  | 1803–1872 |
| Albert Hürlimann-Müller          | 1828–1888 |
| Albert Heinrich Hürlimann-Hirzel | 1857–1934 |
| Hans Hürlimann-Huber             | 1891–1974 |
| Heinrich Hürlimann-Hofmann       | 1893–1963 |
| Martin Hürlimann                 | 1924–2000 |

## Galerie

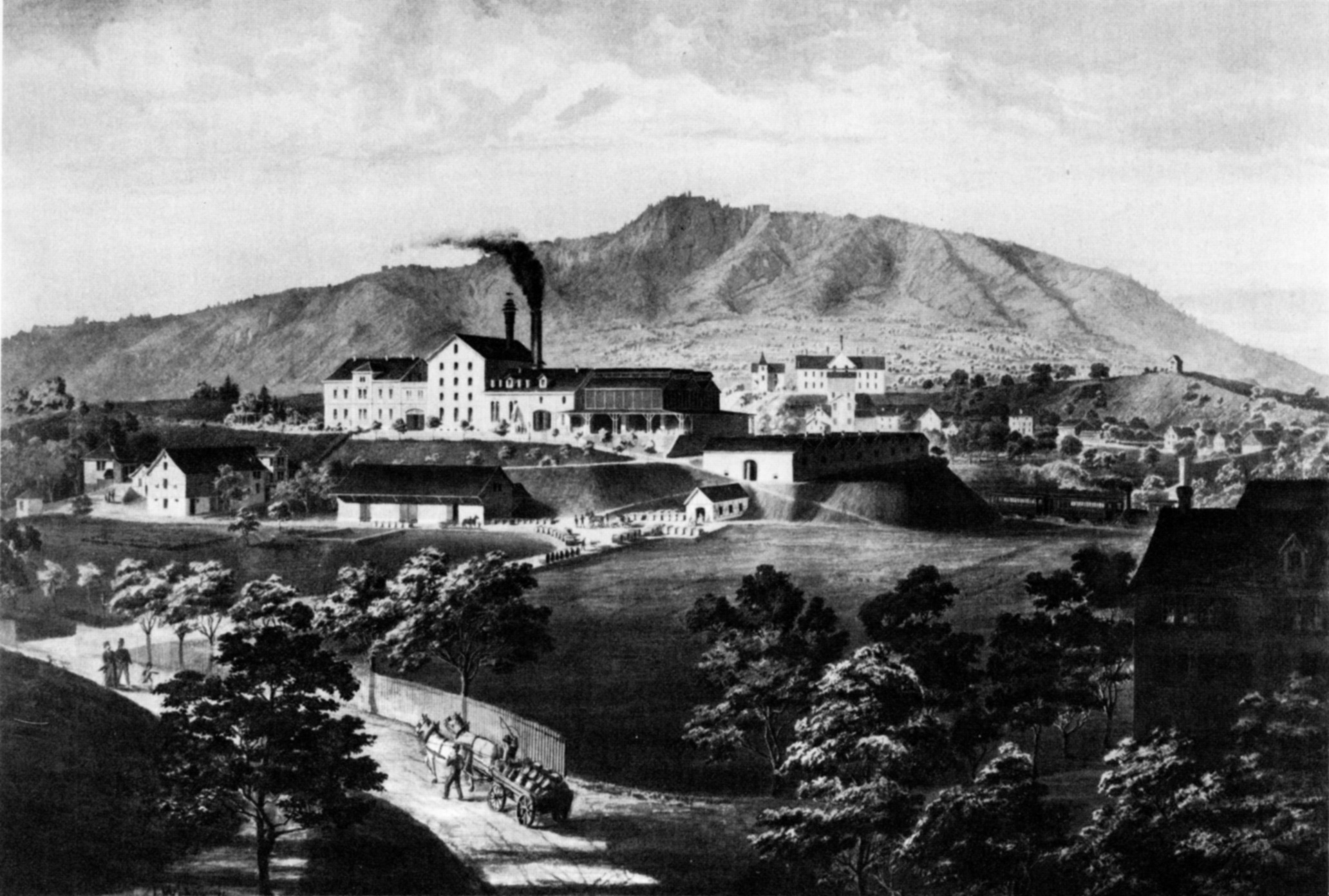
La brasserie Hürlimann à Zürich en 1876
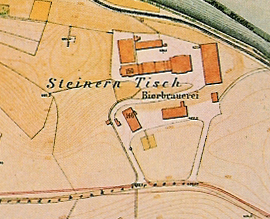
La brasserie sur un plan communal en 1878
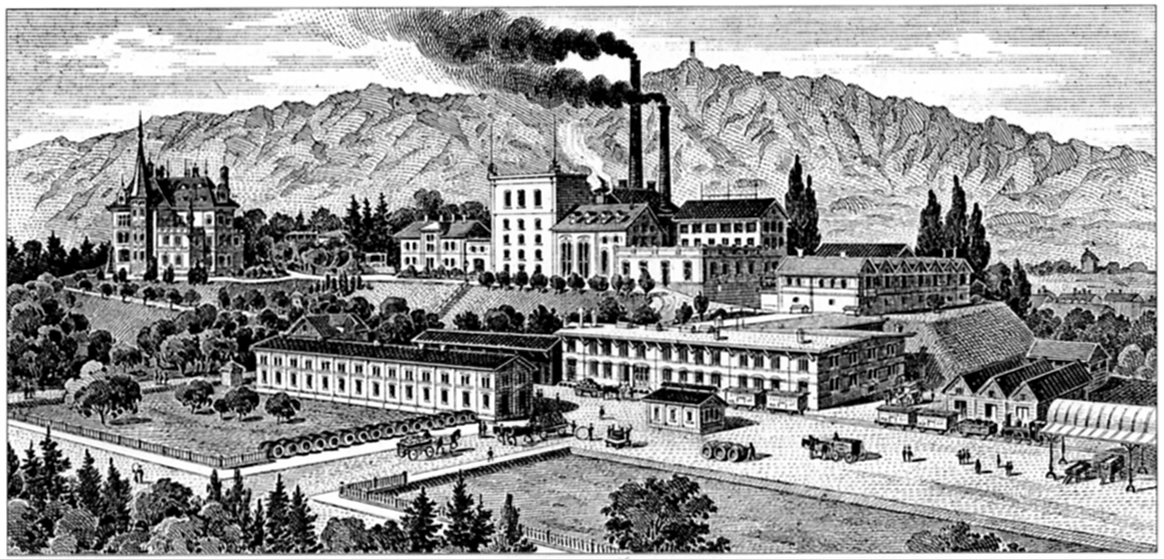
La brasserie Hürlimann et la Villa Sihlberg en 1900
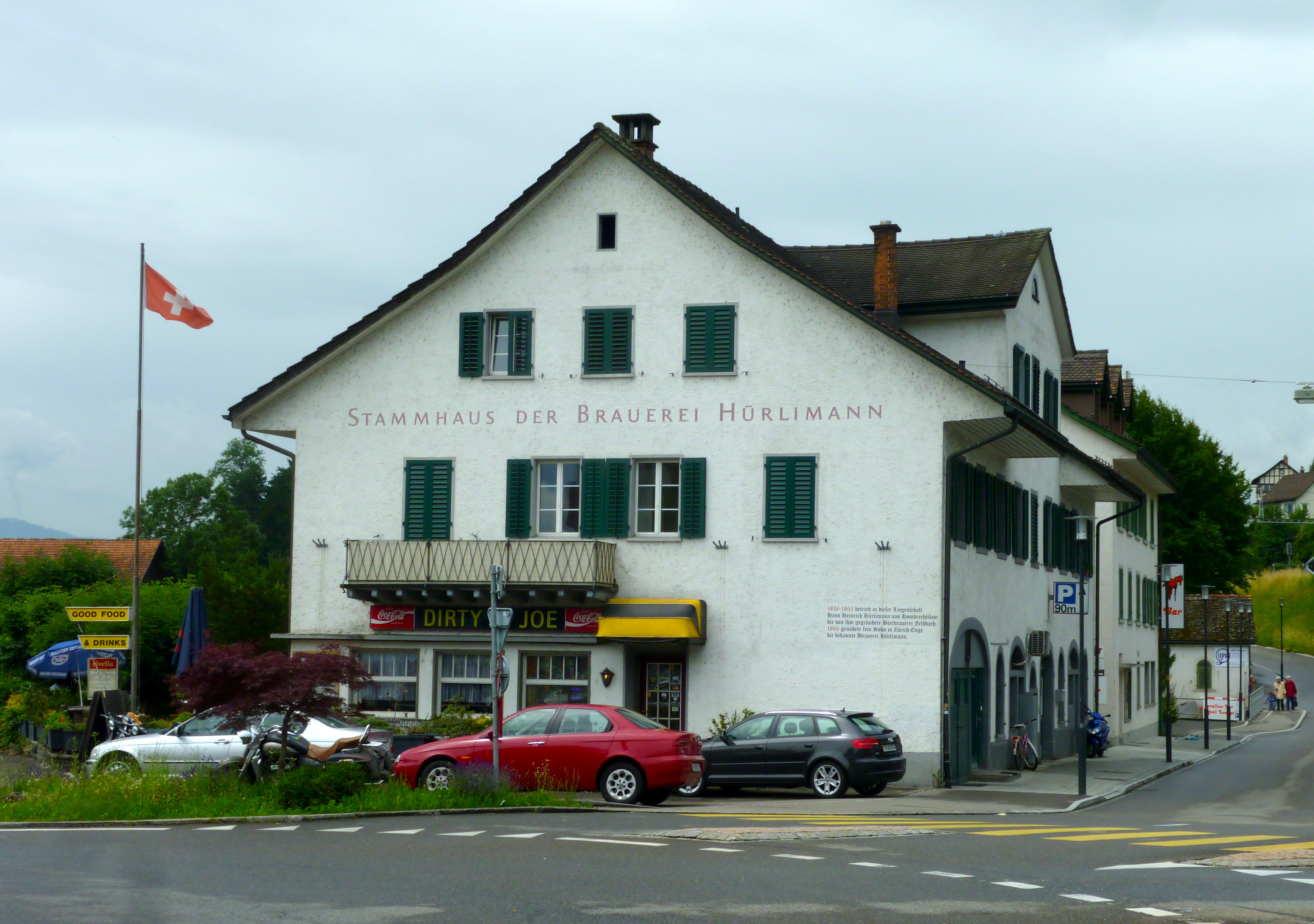
Hürlimannhaus in Feldbach
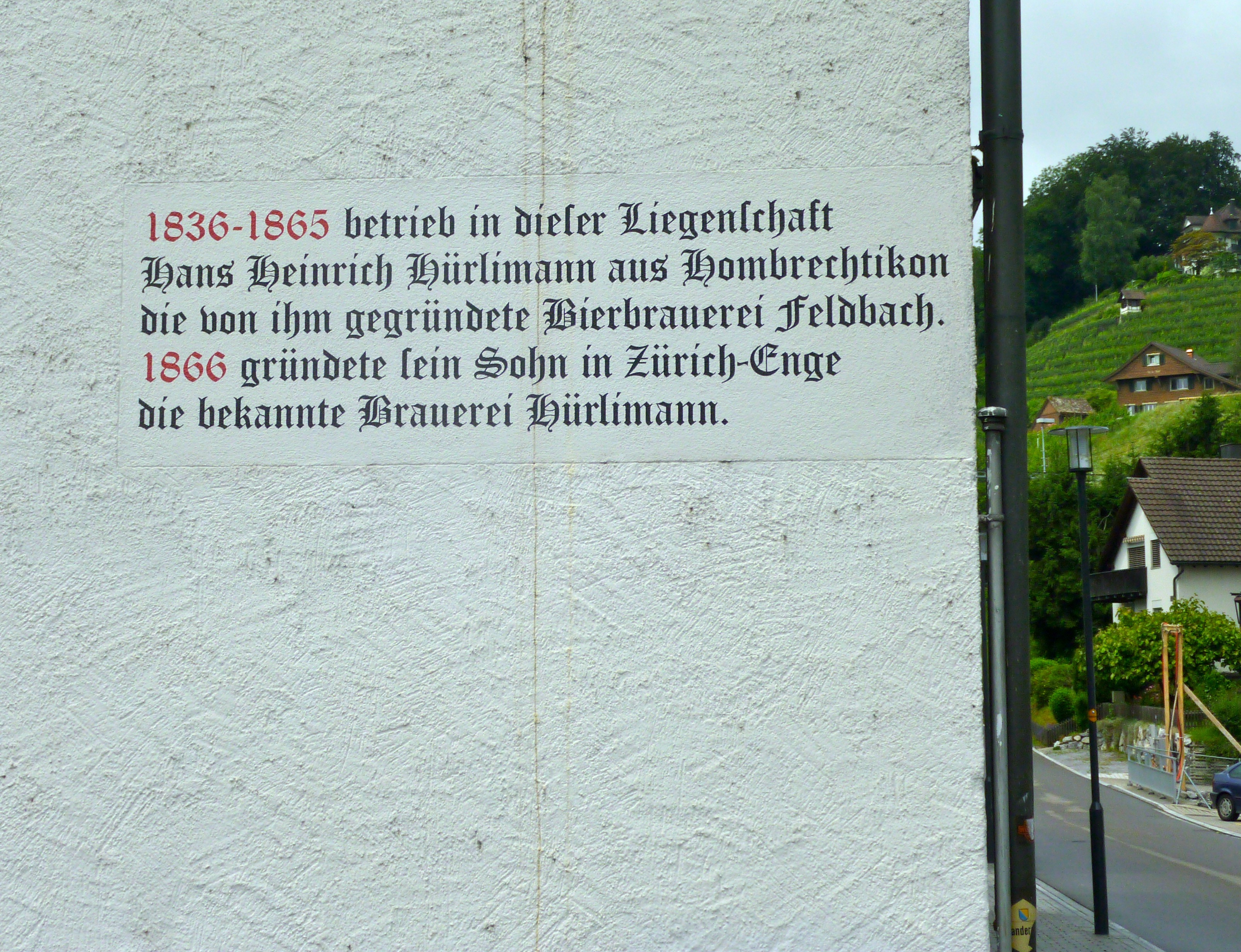
Inscription commémorative